# Meredith Baxter
Meredith Ann Baxter (South Pasadena, 21 juni 1947) is een Amerikaans actrice. Ze werd in zowel 1977, 1978 (beide keren voor haar bijrol als Nancy Lawrence Maitland in de dramaserie Family) als 1992 (voor haar hoofdrol als Betty Broderick in de televisiefilm A Woman Scorned: The Betty Broderick Story) genomineerd voor een Primetime Emmy Award. Baxter maakte in 1976 haar debuut als actrice met enkele eenmalige gastrollen in verschillende televisieseries. Haar eerste filmrol volgde in 1972, als Tracy in de tragikomedie Stand Up and Be Counted.
Baxter is een dochter van actrice Whitney Blake.

## Carrière
Baxters acteercarrière speelt zich voor het overgrote deel af op het televisiescherm. Ze was weliswaar meer dan tien keer te zien op het witte doek, maar daarentegen ook in meer dan 45 televisiefilms. Daarnaast speelde Baxter personages in meer dan 275 afleveringen van verschillende televisieseries. Haar rol als helft van een voormalig hippie-echtpaar en daarna liberale moeder geworden Elyse Keaton in de sitcom Family Ties is daarvan met 171 afleveringen het omvangrijkst. Ook had ze eenmalige gastrollen in afleveringen van meer dan 25 andere series. Voorbeelden hiervan zijn The Partridge Family (in 1971), The Streets of San Francisco (1975), Police Woman (1976), 7th Heaven (2003), The Closer (2005), Brothers & Sisters (2006), Switched at Birth (2012) en Glee (2013). In 1997 verscheen Baxter in een gastrol van twee afleveringen in de komedieserie Spin City als moeder van het personage van Michael J. Fox, als knipoog naar hun gezamenlijke verleden als moeder Elyse en zoon Alex Keaton in Family Ties.

## Filmografie
*Exclusief 45+ televisiefilms
- Airline Disaster (2010)
- The Onion Movie (2008)
- Paradise, Texas (2005)
- The Mostly Unfabulous Social Life of Ethan Green (2005)
- Devil's Pond (2003)
- Elevator Seeking (1999)
- Jezebel's Kiss (1990)
- Bittersweet Love (1976)
- All the President's Men (1976)
- Ben (1972)
- Stand Up and Be Counted (1972)

## Televisieseries
*Exclusief eenmalige gastrollen
- Finding Carter - Gammy (2014-2015, tien afleveringen)
- Switched at Birth - Bonnie Tamblyn-Dixon (2012-2015, twee afleveringen)
- The Young and the Restless - Maureen Russell (2014, achttien afleveringen)
- The Neighbors - Mother Joyner (2013, twee afleveringen)
- Dan Vs. - stem Elise Sr. (2011-2012, vier afleveringen)
- Family Guy - stem Elyse Keaton/zichzelf (2009-2011, drie afleveringen)
- We Have to Stop Now - Judy (2010, drie afleveringen)
- Cold Case - Ellen Rush (2006-2007, vijf afleveringen)
- Spin City - Macy (1997, twee afleveringen)
- The Faculty - Flynn Sullivan (1996, dertien afleveringen)
- Family Ties - Elyse Keaton (1982-1989, 171 afleveringen)
- The Love Boat - Francesca Randall (1982, twee afleveringen)
- Family - Nancy Lawrence Maitland (1976-1980, 59 afleveringen)
- City of Angels - Mary Kingston (1976, drie afleveringen)
- Bridget Loves Bernie - Bridget Fitzgerald Steinberg (1972-1973, 24 afleveringen)

## Privé
Baxter verklaarde op 62-jarige leeftijd in het Amerikaanse ontbijttelevisieprogramma Today dat ze er in 2002 achter kwam dat ze lesbisch is. Ze trouwde in 2013 met Nancy Locke, met wie ze op dat moment acht jaar samen was. Baxter was eerder drie keer getrouwd met een man: van 1966 tot en met 1971 met Robert Lewis Bush, van 1974 tot en met 1990 met acteur David Birney en van 1995 tot en met 2000 met acteur Michael Blodgett. Met Bush kreeg Baxter in 1967 zoon Theodore Justin en in 1969 dochter Eva Whitney Bush. Met Birney kreeg ze in 1974 dochter Kathleen Jeanne en in 1984 tweeling Peter David Edwin en Mollie Elizabeth Birney.
Nadat Baxter in 1994 meespeelde in de televisiefilm My Breast richtte ze de Meredith Baxter Foundation for Breast Cancer Research op, om geld in te zamelen ten bate van onderzoek naar borstkanker. In 1999 werd de ziekte bij haarzelf ontdekt, maar ze overleefde die.
Baxter bracht in 2011 haar memoires uit onder de titel Untied.
- Bibliothèque nationale de France: cb14056906r (data)
- Gemeinsame Normdatei: 1027854176
- International Standard Name Identifier: 0000 0000 7840 8525
- Library of Congress Control Number: n96800449
- Nederlandse Thesaurus van Auteursnamen: 07455476X
- SNAC: w6p12w37
- Système universitaire de documentation: 135475678
- Virtual International Authority File: 61750118
- WorldCat: E39PBJjhxkFHw46JqXhp7xhbVC